# Кавалерка
Кавалерка (рус. Кавалерка) руска је река која протиче јужним делом земље, односно северним делом Краснодарског краја (Кушчјовски и Криловски рејон) и јужним делом Ростовске области (Јегорлички рејон). Лева је притока реке Јеје и део басена Азовског мора. 
Целом дужином тока тече преко северних делова Кубањско-приазовске низије. Укупна дужина водотока је 78 km, а површина сливног подручја око 695 km².